# Wechselappellationsgericht Bamberg
Das Wechselappellationsgericht Bamberg war ein Handelsgericht zweiter Instanz in Bamberg.

## Geschichte
Am 11. September 1825 wurde das neue Wechselrecht und eine Wechselgerichtsordnung für Bayern erlassen. Damit wurden systematisch sechs Wechselappellationsgerichte gebildet, darunter das Wechselappellationsgericht Bamberg. Es war für den Obermainkreis, außer den Teilen preußischen Rechts zuständig. Einziges Wechselgericht im Sprengel war das Wechselgericht Bamberg.
Mit dem Gerichtsverfassungsgericht vom 1. Juli 1856 wurden die Wechselappellationsgerichte den Bezirksgerichten angegliedert. Die richterlichen Mitglieder waren Richter der Bezirksgerichte, ihnen waren Assessoren aus dem Kaufmannsstand beigeordnet. Die Wechselappellationsgerichte führten aber eigene Titel und Siegel. Nachgeordnete Wechselgerichte im Sprengel waren nun das Wechselgericht Bamberg und das Wechselgericht Kronach.
Als zum 1. Juli 1862 das Allgemeine Deutsche Handelsgesetzbuch in Kraft trat, wurde das Handelsappellationsgericht Nürnberg das alleiniges Handelsappellationsgericht für die rechtsrheinischen Teile von Bayern. Das Wechselappellationsgericht Bamberg wurde aufgehoben.